# Colonia Santa María
Colonia Santa María est une localité rurale argentine située dans le département de Guatraché, dans la province de La Pampa.

## Démographie
La localité compte 289 habitants (Indec, 2010), soit une augmentation de 1 % par rapport au précédent recensement de 2001 qui comptait 284 habitants.